# Яма (Ново Место)
Яма (словен. Jama) — поселення в общині Ново Место, регіон Південно-Східна Словенія, Словенія. Висота над рівнем моря: 222,3 м.